# Misha B

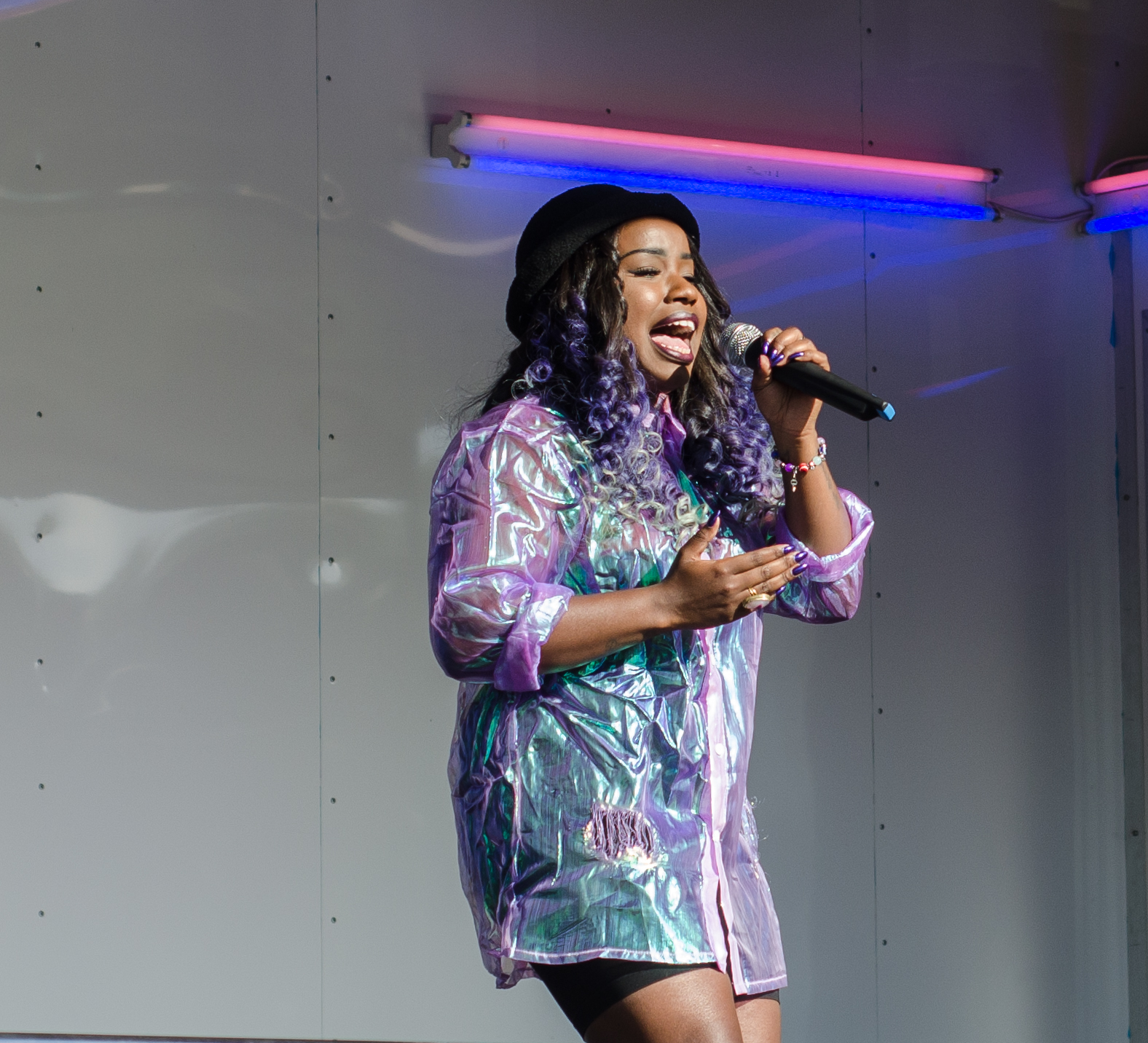
Misha B en 2014

Misha B, de son vrai nom Misha Bryan, née le 10 février 1992, est une chanteuse, auteur-compositeur et rappeuse anglaise. Misha B a été demi-finaliste de la huitième saison de l'émission The X Factor.
Après sa sortie de l'émission The X Factor, elle signe un contrat avec Relentless Records et sort une mixtape intitulée Why Hello World. Son premier single Home Run est sorti le 15 juillet 2012. Le 4 novembre 2012, sort son second single Do You Think of Me. L'album, quant à lui, sortira courant 2013.
Misha B a assuré la première partie de la tournée Pink Friday: Reloaded Tour de Nicki Minaj pendant octobre et novembre 2014.

## The X Factor
| Show              | Chanson                                          | Chanson                                          | Chanson                                          | Chanson                                          | Thème                         | Save Performance                           |
| ----------------- | ------------------------------------------------ | ------------------------------------------------ | ------------------------------------------------ | ------------------------------------------------ | ----------------------------- | ------------------------------------------ |
| Auditions         | Respect (Aretha Franklin)                        | Respect (Aretha Franklin)                        | Respect (Aretha Franklin)                        | Respect (Aretha Franklin)                        | Choix libre                   | N/A                                        |
| Bootcamp 1        | Born This Way (Lady Gaga)                        | Born This Way (Lady Gaga)                        | Born This Way (Lady Gaga)                        | Born This Way (Lady Gaga)                        | Bootcamp challenge            | N/A                                        |
| Bootcamp 2        | Survivor (Destiny's Child)                       | Survivor (Destiny's Child)                       | Survivor (Destiny's Child)                       | Survivor (Destiny's Child)                       | Choix libre                   | N/A                                        |
| Maisons des juges | Fly (Nicki Minaj featuring Rihanna)              | Fly (Nicki Minaj featuring Rihanna)              | Fly (Nicki Minaj featuring Rihanna)              | Fly (Nicki Minaj featuring Rihanna)              | Choix libre                   | N/A                                        |
| Live show 1       | Rolling in the Deep (Adele)                      | Rolling in the Deep (Adele)                      | Rolling in the Deep (Adele)                      | Rolling in the Deep (Adele)                      | Britain vs America            | Aucun                                      |
| Live show 2       | Would I Lie to You? (Charles & Eddie)            | Would I Lie to You? (Charles & Eddie)            | Would I Lie to You? (Charles & Eddie)            | Would I Lie to You? (Charles & Eddie)            | Love and Heartbreak           | Aucun                                      |
| Live show 3       | Purple Rain (Prince)                             | Purple Rain (Prince)                             | Purple Rain (Prince)                             | Purple Rain (Prince)                             | Rock                          | Aucun                                      |
| Live show 4       | Tainted Love (Soft Cell)                         | Tainted Love (Soft Cell)                         | Tainted Love (Soft Cell)                         | Tainted Love (Soft Cell)                         | Halloween                     | Use Somebody (Kings of Leon)               |
| Live show 5       | Proud Mary (Creedence Clearwater Revival)        | Proud Mary (Creedence Clearwater Revival)        | Proud Mary (Creedence Clearwater Revival)        | Proud Mary (Creedence Clearwater Revival)        | Floorfillers                  | Aucun                                      |
| Live show 6       | Born this Way (Lady Gaga)                        | Born this Way (Lady Gaga)                        | Born this Way (Lady Gaga)                        | Born this Way (Lady Gaga)                        | Lady Gaga vs. Queen           | Who You Are (Jessie J)                     |
| Live Show 7       | I Have Nothing (Whitney Houston)                 | I Have Nothing (Whitney Houston)                 | I Have Nothing (Whitney Houston)                 | I Have Nothing (Whitney Houston)                 | Semaine du cinéma             | None                                       |
| Live Show 8       | Girls Just Want to Have Fun (Cyndi Lauper)       | Girls Just Want to Have Fun (Cyndi Lauper)       | Girls Just Want to Have Fun (Cyndi Lauper)       | Girls Just Want to Have Fun (Cyndi Lauper)       | Guilty pleasures              | Out Here On My Own (Lesley Gore)           |
| Live Show 8       | Killing Me Softly With His Song (Roberta Flack)  | Killing Me Softly With His Song (Roberta Flack)  | Killing Me Softly With His Song (Roberta Flack)  | Killing Me Softly With His Song (Roberta Flack)  | Heroes                        | Out Here On My Own (Lesley Gore)           |
| Demi finale       | Dancing in the Street (Martha and the Vandellas) | Dancing in the Street (Martha and the Vandellas) | Dancing in the Street (Martha and the Vandellas) | Dancing in the Street (Martha and the Vandellas) | Motown                        | Leaving Performance Who You Are (Jessie J) |
| Demi finale       | Perfect (Pink)                                   | Perfect (Pink)                                   | Perfect (Pink)                                   | Perfect (Pink)                                   | Songs to get you to the final | Leaving Performance Who You Are (Jessie J) |

## Discographie

### Mixtapes
| Titre           | Détails                                                                                      |
| --------------- | -------------------------------------------------------------------------------------------- |
| Why Hello World | - Date de sortie : 27 avril 2012 - Label : Relentless - Formats : téléchargement numérique   |
| Knock Knock     | - Date de sortie : 12 février 2013 - Label : Relentless - Formats : téléchargement numérique |

### Singles
| Titre                            | Année | Meilleure position | Meilleure position | Meilleure position | Meilleure position | Album |
| Titre                            | Année | UK (en)            | UK R&B (en)        | IRE (en)           | SCO                | Album |
| -------------------------------- | ----- | ------------------ | ------------------ | ------------------ | ------------------ | ----- |
| Home Run                         | 2012  | 11                 | 2                  | 46                 | 13                 | TBA   |
| Do You Think of Me               | 2012  | 9                  | —                  | 57                 | 11                 | TBA   |
| Here's to Everything (Ooh La La) | 2013  | 35                 | 7                  | —                  | 36                 | TBA   |

### Participations
| Titre                                                                                     | Année | Meilleure position | Meilleure position | Meilleure position | Note                           |
| Titre                                                                                     | Année | UK                 | IRL                | SCO                | Note                           |
| ----------------------------------------------------------------------------------------- | ----- | ------------------ | ------------------ | ------------------ | ------------------------------ |
| Wishing on a Star (as part of The X Factor finalists 2011 featuring JLS et One Direction) | 2011  | 1                  | 1                  | 1                  | Charity single                 |
| Ride or Die (Angel featuring Misha B)                                                     | 2012  | —                  | —                  | —                  | Time After Time (Remixes) – EP |
| Floodgates (Part 2) (Charlie Brown (en) featuring Misha B)                                | 2013  | —                  | —                  | —                  | Floodgates (Remixes) – EP      |

### Vidéos
| Titre                                      | Année | Réalisation                        |
| ------------------------------------------ | ----- | ---------------------------------- |
| Wishing on a Star                          | 2011  |                                    |
| F64                                        |       | Jamal Edwards                      |
| Home Run                                   | 2012  | Rohan Blair-Mangat                 |
| Do You Think of Me?                        | 2012  | Ben And Nicole                     |
| Ride or Die (Angel featuring Misha B)      | 2012  | Adam Deacon & Paul Akinrinlola(en) |
| Started From The Bottom (reprise de Drake) | 2013  | Joshua Reeves(en)                  |
| Here's to Everything (Ooh La La)           | 2013  | Justin Dickel(en)                  |

## Récompenses
| Année | Organisation            | Catégorie                      | Résultat   |
| ----- | ----------------------- | ------------------------------ | ---------- |
| 2012  | MOBO Awards             | Best Newcomer (en)             | Nomination |
| 2012  | 4Music Video Honours    | Best Breakthrough Artist(en)   | Nomination |
| 2013  | Official Mixtape Awards | Best Female Artist of 2012(en) | Nomination |